# Фруктовий хліб
Фруктовий хліб (нім. Früchtebrot) — традиційна страва австрійської, баварської та швабській кухонь , що являє собою солодкий хліб з великою кількістю сухофруктів у тісті. Як правило фруктовий хліб випікається у вигляді невеликих батонів, має соковите і тверде тісто, в розрізі видно сухофрукти і горіхи, часто прикрашений мигдалем і вишнею.

## Історія
На території південної Німеччини, Австрії та у Південному Тіролі існувала традиція додавання в хліб, що випікається до Різдва, в'ялених груш. Залежно від діалекту така випічка називалася Hutzeln, Hutzen (Алеманський діалект) або Kletzen (Баваро-австрійський діалект ). З ростом добробуту і розвитком імпорту південних фруктів у рецепт фруктового хліба стали включати чорнослив, родзинки, курагу, фініки, інжир та інші сухофрукти. Спочатку в тісто хліба не додавалося жодних підсолоджувачів, пізніше рецептура стала включати в себе мед або цукор. Іноді фруктове тісто оберталося звичайним здобним дріжджовим, що псувало зовнішній вигляд, але давало змогу зберегти сухофрукти від підгоряння .

## Обряди

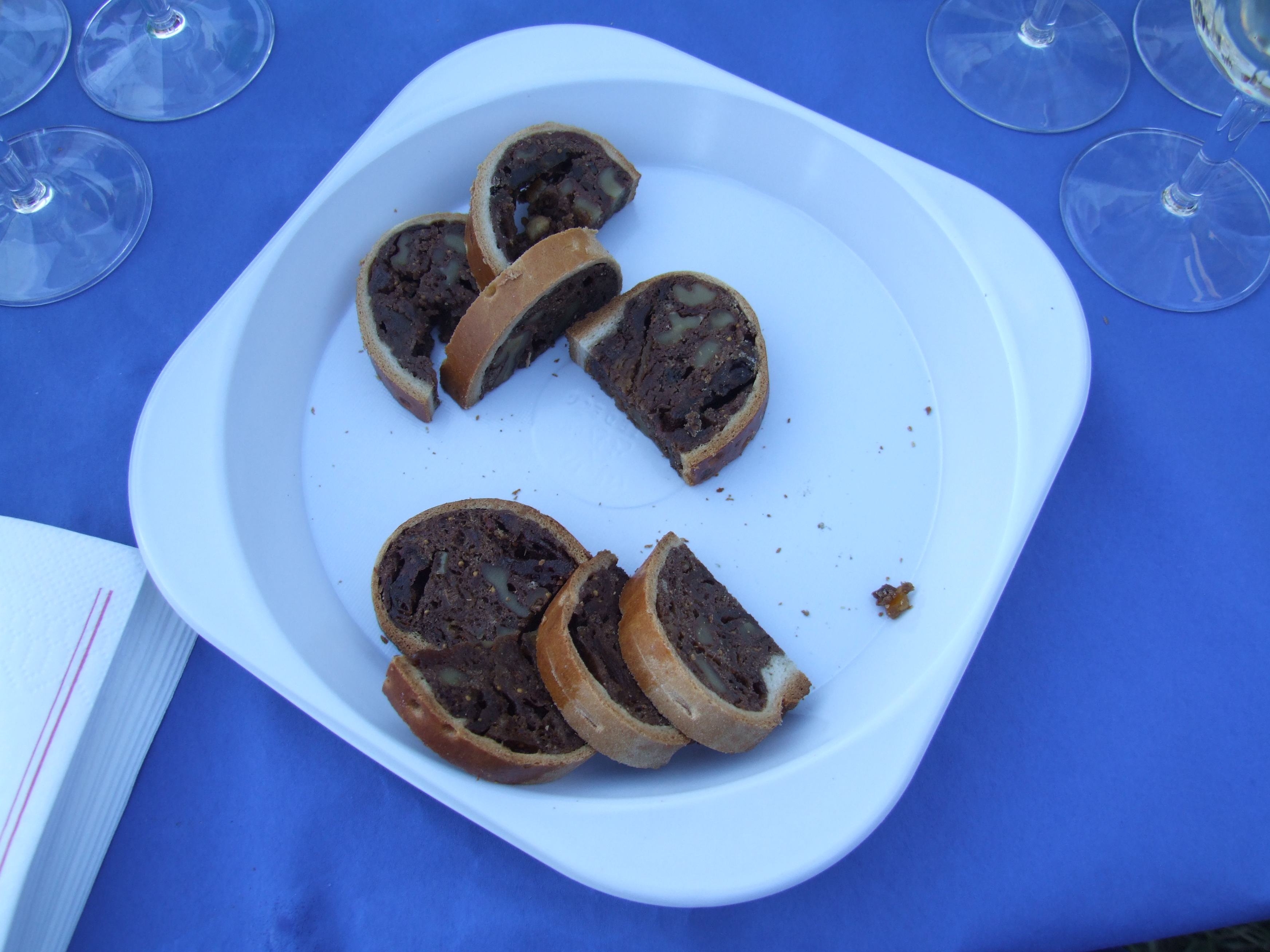
Фруктовий хліб з в'яленою грушею

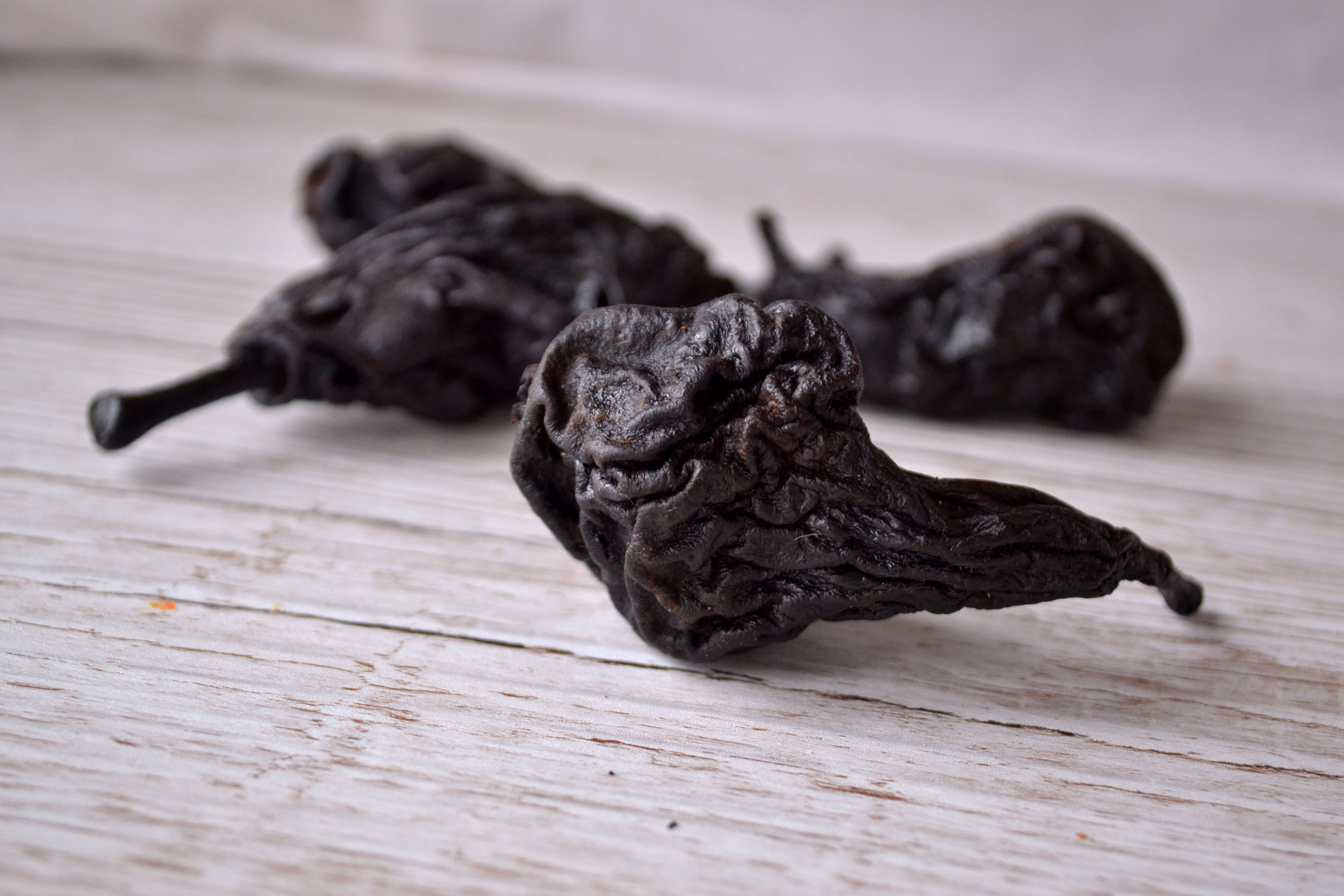
В'ялена груша

Фруктовий хліб пекли на Андріїв день (30 листопада). Вночі напередодні Андріїва дня молоді люди, вбрані в маски, ходили по домівках і просили подарунки, в тому числі й фруктовий хліб.
Також у переддень Різдва господар будинку розрізав буханку фруктового хліба, давав по шматочку дітям і працівникам, також свою частку хліба отримували тварини. Цей обряд мав залучити удачу в будинок і в стійла і мав назву Maulgabe (подарунок роту).
Фруктовий хліб був важливою частиною обряду заручин. Дівчина, що досягла шлюбного віку, дарувала своєму коханому шматочок фруктового хліба. Якщо відрізаний край був рівним, це означало її згоду на шлюб, якщо ж край хліба був нерівним, то відмова від пропозиції про шлюб.

## У літературі
Багатьом дітям відомий фруктовий хліб з популярної дитячої книжки «Дуже голодна гусінь».